# Magnus Malmgren
Magnus Malmgren är en svensk fäktare som tävlar för FKC Karlskrona. År 2013 vann han Svenska Mästerskapen i värja för seniorer efter en finalvinst över Robin Kase, DIF Stockholm.